# Der Maler Albert Ebert 1906 – 1976
Der Maler Albert Ebert 1906 – 1976 ist ein Dokumentarfilm des DEFA-Studios für Dokumentarfilme von Werner Kohlert aus dem Jahr 1982.

## Handlung
Mit der Straßenbahn geht es an den Stadtrand von Halle (Saale), genauer nach Kröllwitz, zum Lebensmittelpunkt des naiven Malers Albert Ebert. Als der ehemalige Bauarbeiter aus dem Zweiten Weltkrieg im Alter von 40 Jahren verwundet an Leib und Seele zurückkam, fragte er sich, wie alt man sein muss, um ein Maler zu werden. Ohne die Frage zu klären, fing er einfach an zu malen, natürlich nur nebenbei, denn er musste ja noch als Bau- und Gelegenheitsarbeiter seinen Unterhalt verdienen. Erst 1956 wurde er als freischaffender Maler über Halle hinaus bekannt. Doch was Albert Ebert für ein Mensch war, versuchte der Regisseur Werner Kohlert im Winter 1964 als Student im zweiten Studienjahr der Fachrichtung Kamera an der Filmhochschule mit Schwarzweißfilm-Aufnahmen heraus zu bekommen.
Die Aufnahmen in seiner Wohnung in der Talstraße 28 kamen nur nach der Zusage zustande, dass es nicht länger als fünf Minuten dauern würde, sonst hätte er den Dreharbeiten nicht zugestimmt. So kam es zu den einzigen Filmaufnahmen des Malers Albert Ebert. Die von ihm gemalten Bilder wurden ein Bestandteil seines Lebens, denn alles was er malte hatte er auch selbst gesehen, nur malte er es aus seiner inneren Sicht. Fast immer fing er ernsthaft an zu malen und immer überwog zum Schluss eine heitere Note, meinte er einmal. Ein Betrachter berichtete einmal vom lachenden Ernst seiner Bilder, was man wohl nicht genauer ausdrücken kann.
Die Kamera zeigt Albert Ebert bei Spaziergängen durch die verschneite Landschaft, beim Frühstück mit Frau, Tochter und Sohn in der Wohnung, bei seiner Arbeit, während immer wieder Aufnahmen vom häuslichen Umfeld, wobei die Katze nicht vergessen werden darf, gezeigt werden. Er erzählt auch, dass der Gedanke zum Malen ihm bereits während des Krieges im Schützengraben gekommen sei, da er sich dort immer wieder nach dem Sinn des Lebens fragte. Er kam auf die Idee, etwas zu tun, woran viele Menschen ihre Freude hätten und so verfestigte sich die Vorstellung Maler zu werden. Sein erstes Bild, welches er nach dem Krieg malte, gibt es immer noch. Er steckte in einen hübschen grauen Senftopf einen Zweig, von dem er hoffte, dass er während des Malens Knospen austreiben würde und begann zu malen, nur auf die Knospen wartete er vergebens.
Walter Ebert malte vornehmlich nachts, aber manchmal auch am Tag. So kam er auf die stattliche Zahl von etwa 1200 Bildern, von denen mehrere in den letzten sieben Minuten des Films noch in Farbe gezeigt werden. Zum Schluss wird ein Satz vom Ende seines Lebens zitiert:

„Sollte dieses oder jenes meiner Bilder Eingang in ihre Herzen finden, so hat sich meine Mühe gelohnt.“

## Produktion und Veröffentlichung
Der Maler Albert Ebert 1906–1976 wurde von der Gruppe dokument unter dem Arbeitstitel Albert Ebert auf ORWO-Color mit zahlreichen Schwarzweißfilm-Sequenzen aus dem Jahr 1964 gedreht und hatte am 26. Mai 1982 seine Erstaufführung als Teil der Reihe Dokumentarfilm im Gespräch im Berliner Kino International
Die Dramaturgie lag in den Händen von Annerose Richter.